# Sarah Bond
Sarah Bond est une dirigeante d'entreprise américaine, né en octobre 1978 à Morristown au New Jersey. Elle est l'actuelle présidente de Xbox chez Microsoft, supervisant l'ensemble des opérations de la marque en tant que plate-forme et écosystème, y compris le matériel et les appareils, les expériences des joueurs et des créateurs, l'ingénierie de la plate-forme, la stratégie, la planification commerciale, les données et analyses, les affaires et les partenariats.

## Carrière
Sarah Bond est une dirigeante d'entreprise reconnue pour ses réalisations dans l'industrie de la technologie et du jeu vidéo. Débutant sa carrière en tant qu'associée chez McKinsey & Company. En transition chez T-Mobile, Bond occupe des postes clés, notamment celui de cheffe de cabinet du PDG et plus tard de vice-présidente de la stratégie et du développement d'entreprise.
En 2017, Bond rejoint Microsoft, commençant en tant que vice-présidente supervisant le développement commercial des jeux et les partenariats chez Xbox. Elle a ensuite assumé le poste de vice-présidente de l'expérience et de l'écosystème des créateurs de jeux,. Notamment, Bond a joué un rôle central en représentant Microsoft lors de l'offre d’acquisition d’Activision Blizzard, particulièrement en témoignant lors du procès de la Federal Trade Commission contre Microsoft en 2022,.
En 2022, elle reçoit le Visionary Award de GameBeat pour ses contributions à l'industrie vidéoludique. Le 26 octobre 2023, Bond est promue présidente de Xbox, relevant directement du PDG de Microsoft Gaming, Phil Spencer.
Au-delà de Microsoft, Bond siège aux conseils d'administration d'organisations telles que Zuora (en), Chegg (en) et l'Entertainment Software Association,,.

## Vie privée
Sarah Bond est diplômée en économie de l'Université Yale et titulaire d'un Master of Business Administration de la Harvard Business School,. Elle a vécu dix ans au Royaume-Uni pour étudier avant de retourner aux États-Unis.

### Traduction
- (en) Cet article est partiellement ou en totalité issu de l’article de Wikipédia en anglais intitulé « Sarah Bond (executive) » (voir la liste des auteurs).

### Vidéographie
1. ↑  (en) [vidéo] Le monde du DaaS avec Auren Hoffman, « FUTURE of XBOX & The Metaverse: Sarah Bond », sur YouTube, 30 septembre 2023.
2. ↑  (en) [vidéo] Xbox On, « Exclusive: Sarah Bond Talks What's Coming Up For Xbox in 2023 », sur YouTube, 31 mars 2023.